# Tethea ocularis
Tethea ocularis — вид метеликів родини серпокрилок (Drepanidae).

## Поширення
Вид поширений в Південній і Центральній Європі та Північній Азії на схід до Японії. Присутній у фауні України. Мешкає в теплих і вологих листяних лісах з тополевими насадженнями, особливо в алювіальних лісах, струмках і долинах річок, а також у парках.

## Опис
Розмах крил від 32 до 38 мм. Передні крила сіро-коричневі або сіро-чорні з широкою поперечною смугою світлого кольору посередині. З обох боків крила облямовані двома чорними тонкими поперечинами. На краю світлової поперечної смуги є кругла та світла пляма, схожа на «8» з темною серцевиною.
Гусениці близько 40 мм завширшки. Тіло білувато-зелене з коричневою сплюснутою головою. Має слабкі темні позначки і чорну крапку на першому сегменті збоку. Молоді гусениці мають чіткіші темні позначки.

## Спосіб життя
Метелики літають двома поколіннями з початку травня до початку липня та з середини липня до середини серпня. Активні вночі. Самиці відкладають яйця невеликими групами на листя кормових рослин. Гусениці живляться листям різних видів тополі, переважно осики. Вони годуються вночі, а вдень ховаються між двома сплетеними між собою листками. Заляльковуються на землі між сухим листям у павутині і вилуплюються навесні.

## Підвиди
- Tethea ocularis ocularis
- Tethea ocularis ocularis amurensis (Warren, 1912) (Далекий Схід)
- Tethea ocularis opa Zolotuhin, 1997 (Узбекистан, Китай: Сінцзян)
- Tethea ocularis osthelderi (Bytinski-Salz & Brandt, 1937) (Іран)
- Tethea ocularis tanakai Inoue, 1982 (Японія)